# Prysznic

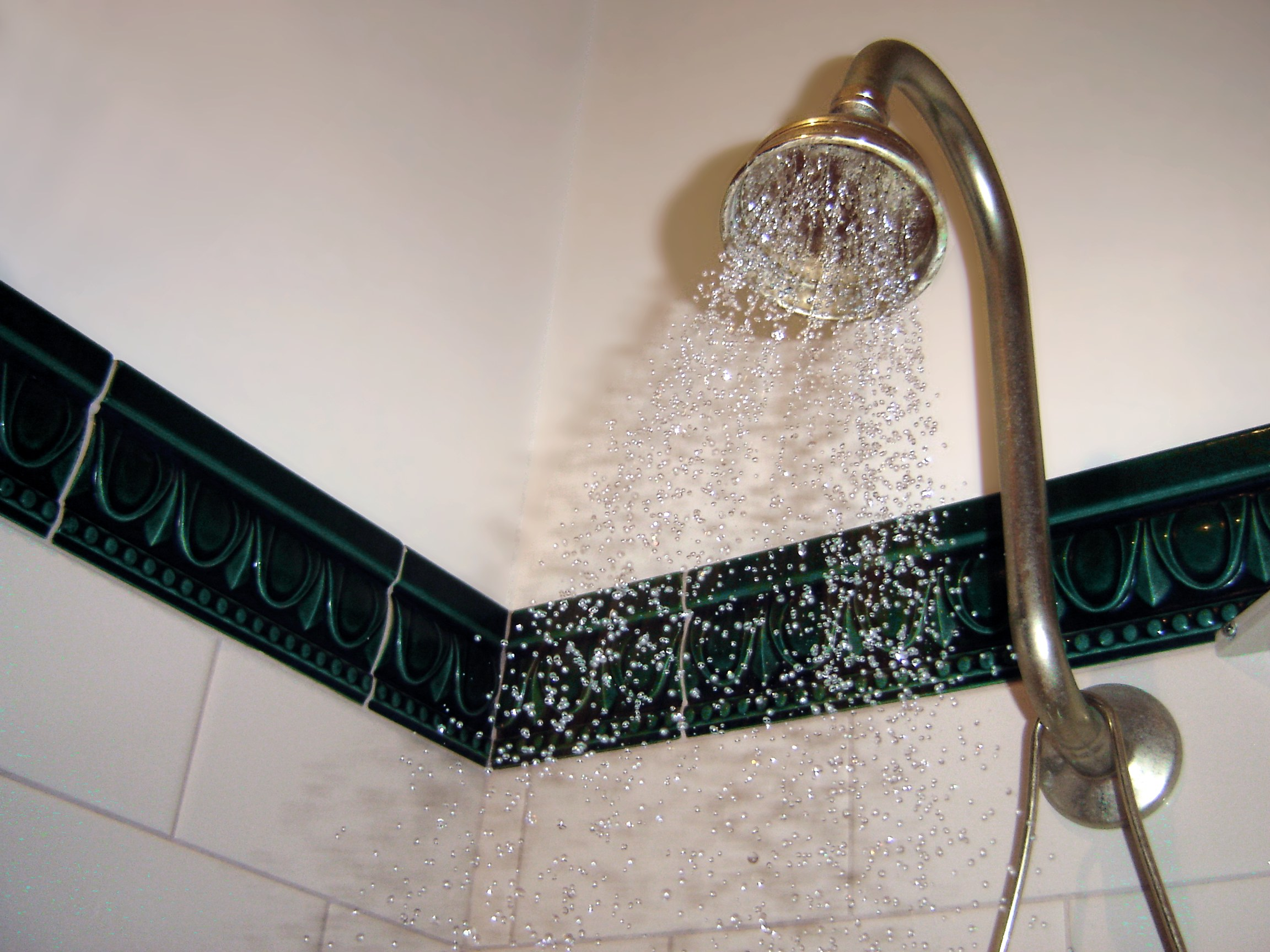
Prysznic

Prysznic lub natrysk – urządzenie służące do kąpieli, polegającej na polewaniu się wodą wypływającą z instalacji wodociągowej przez specjalne sitko, mające na celu rozbicie strumienia wody na drobne kropelki. Jednocześnie mianem tym określa się wydzieloną część pomieszczenia kąpielowego, zaopatrzoną w brodzik z odpływem, służącą do kąpieli natryskowej.
Polska nazwa urządzenia pochodzi od nazwiska Vincenta Priessnitza, popularyzatora hydroterapii w ówczesnym obszarze niemieckojęzycznym.
Kabina prysznicowa została wynaleziona w 1839 roku przez Aleksandra Edwarda Kierzkowskiego.